# Кирил Шиваров
Кирил Александров Шиваров е български скулптор.

## Биография
Роден е на 15 юли 1887 г. във Варна. Баща му Александър Шиваров е варненски мебелист и дърворезбар, създал мебелите в двореца Евксиноград и иконостаса на Катедралата, а чичо му Анастас Шиваров – лютиер, печелил престижни конкурси в Европа.
През май 1917 г. става първият български автор, който открива самостоятелна скулптурна изложба в България. Учи в Художествено училище за приложни изкуства в Прага и през 1925 – 1929 г. специализира скулптура в Художествената академия във Виена при проф. Едмунд Хелмер. 
Умира на 26 март 1938 г. в София, по време на работа, при падането на капител за сградата на Съдебната палата. Кирил Шиваров няма деца. Неговият племенник, капитан Йордан Шиваров, живее във Варна.

## Творчество
През 1919 г. ръководи курс по декоративна скулптура в родния си град. На 5 септември 1920 г. в бюфета на Морската градина във Варна се провежда втората му самостоятелна изложба. През 1923 г. Шиваров се завръща във Варна и заедно с художника И. Радинов правят съвместна изложба. През същата година той е избран в ръководството на Дружеството на художниците в града и за председател на „Дом на изкуствата“ във Варна. Сред най-известните му творби във Варна са скулптурите, украсяващи Икономическия университет във Варна, Фонтанът на сирените (1928) в Морската градина, скулптурите върху сградата на Софийска банка на ул. „Преслав“, Паметника на граничаря в Морска градина (Варна), украсата на Варненски аквариум, бившите хотели „Морско око“ и „Ню Йорк“ и много други.
От 1928 г. Шиваров живее в София. От този период са много от най-известните му творби:
- Статуите на братя Евлоги и Христо Георгиеви пред Софийския университет;
- Лъвската фигура на паметника на връх Шипка;
- Фонтанът със сирените в Морската градина в град Варна (1928)[8];
- Паметникът на хан Аспарух на Аспаруховия вал;
- Скулптурите, украсяващи сградите на БНБ, Народния театър „Иван Вазов“, Софийската градска библиотека, Съдебната палата, Министерството на благоустройството, Икономическия университет във Варна и др.

Съдбата на неговото творческо наследство е незавидна. След смъртта на Шиваров името му потъва в забрава, част от творбите на скулптора изчезват, други се рушат.
На 29 декември 2015 г. във Варна е открит паметник на скулптора в градинката до Търговската гимназия.